# Kateřina Novotná
Kateřina Novotná (* 12. August 1984 in Benátky nad Jizerou) ist eine ehemalige tschechische Shorttrackerin und Eisschnellläuferin.

## Karriere
Novotnas internationale Karriere begann Anfang 2000, als sie bei den Juniorenweltmeisterschaften und den Europameisterschaften an den Start ging. Obwohl sie bei beiden Großereignissen nie ein Halbfinale erreichte, wurde sie vom tschechischen Verband für den Shorttrack-Weltcup in Heerenveen nominiert, wo sie ebenfalls nicht über den Vorlauf hinüberkam. In der Saison 2000/01 wurde sie nur in einem Weltcup eingesetzt, dessen Ergebnis ebenso schwach war wie die vorherigen Rennen. Nur bei der Juniorenweltmeisterschaft 2001 gelang ihr über 1500 Meter der Einzug ins Halbfinale.
Im Oktober 2001 gelang Novotná, als einzige tschechische Shorttrackerin, die Qualifikation für die Olympischen Winterspiele 2002 in Salt Lake City. Nachdem sie bei der Juniorenweltmeisterschaft erneut einen Finallauf verpasst hatte, schaffte sie es bei den olympischen Shorttrackwettbewerben über 1500 Meter immerhin in das Halbfinale. Die internationalen Auftritte im Jahr 2003 beschränkten sich auf die drei Großereignisse Juniorenweltmeisterschaft, Europameisterschaft und Seniorenweltmeisterschaft sowie einen Weltcupauftritt. Nie gelang ihr der Einzug in ein Finale.
Erst bei der Juniorenweltmeisterschaft 2004 konnte Novotná das Finale über 500 Meter erreichen und dort sogar Silber gewinnen. Mit weiteren guten Leistungen über die anderen Strecken qualifizierte sie sich auch für das Super-Finale der insgesamt besten Acht, das sie als Sechste beendete. Auch bei der Europameisterschaft errang sie über 500 Meter eine Bronzemedaille. Zudem startete sie erstmals in einer 3000-m-Staffel, mit der sie allerdings im Vorlauf ausschied. Dies lag daran, dass Novotná die einzige tschechische Shorttrackerin bei den meisten Großereignissen ist. Bei der Weltmeisterschaft und im Weltcup schaffte sie jedoch immer noch nicht den Finaleinzug.
Die Saison 2004/05 begann für sie im Weltcup erneut wenig erfolgreich, auch bei der Europameisterschaft verteidigte sie nicht ihre Medaille. Bei der Winter-Universiade in diesem Jahr gelang ihr über 3000 Meter zwar der Finaleinzug, dort erreichte sie aber nicht das Ziel. Erst im letzten Weltcuprennen der Saison zog sie erstmals ins Finale ein und verpasste als Vierte über 1500 Meter das Podium nur knapp. In den Weltcup 2005/06 startete Novotná erst im dritten Rennen, doch zum wiederholten Male erreichte sie nicht das Finale. Auch bei den Großereignissen sah es zunächst nicht gut für sie aus, nachdem sie bei der Shorttrack-Europameisterschaft 2006 kein Finale erreichte. Nur bei den olympischen Spielen konnte sie überzeugen und Sechste über 500 Meter werden.
Die Weltcupsaison 2006/07 startete Novotná gleich mit einem dritten Platz über 1500 Meter beim ersten Weltcup. Da auch ihre restlichen Ergebnisse über diese Distanz sehr konstant waren, wurde sie im 1500-m-Weltcup Gesamtvierte. Auch in den anderen Disziplinen gelangen ihr mehrere gute Resultate. Bei der Europameisterschaft verpasste sie über 1500 Meter als Vierte knapp eine Medaille und wurde Gesamtneunte. Bei der Weltmeisterschaft erreichte sie allerdings wieder keinen Finaleinzug. Die Saison 2007/08 verlief für Novotná im Weltcup erfolglos. Bei der Shorttrack-Europameisterschaft 2009 in Turin gewann sie die Silbermedaille im Mehrkampf. Noch erfolgreicher war Novotná bei der Europameisterschaft 2010 in Dresden, als sie Europameisterin im Mehrkampf wurde.
Des Weiteren war sie bis 2016 auch im Eisschnelllauf aktiv. Bei der Eisschnelllauf-Mehrkampfeuropameisterschaft 2011 erreichte sie den 19. Rang.

## Persönliche Bestzeiten

### Eisschnelllauf
- 500 m  41,09 s (aufgestellt am 18. November 2015 in Salt Lake City)
- 1000 m 1:19,41 min (aufgestellt am 21. November 2010 in Calgary)
- 1500 m 2:01,50 min (aufgestellt am 17. Oktober 2015 in Salt Lake City)
- 3000 m 4:19,88 min (aufgestellt am 3. Oktober 2015 in Salt Lake City)

### Shorttrack
- 500 m  43,736 s (aufgestellt am 7. März 2009 in Wien)
- 1000 m 1:30,380 min (aufgestellt am 21. Oktober 2012 in Calgary)
- 1500 m 2:20,442 min (aufgestellt am 14. März 2014 in Montreal)
- 3000 m 5:12,088 min (aufgestellt am 13. November 2011 in Bormio)